# Komet Clark
Komet Clark (uradna oznaka je 71P/Clark) je periodični komet z obhodno dobo okoli 5,5 let. Komet pripada Jupitrovi družini kometov.

## Odkritje
Komet je odkril 9. junija 1973 astronom Michael Clark.

## Lastnosti
Premer jedra kometa je 1,36 km.